# Ministère de la Justice (Israël)
Pour les autres articles nationaux ou selon les autres juridictions, voir Ministère de la Justice.
Le ministère de la Justice (en hébreu : מִשְׂרָד הַמִשְׁפָּטִים, Misrad HaMishpatim; en arabe : وزارة العدل) est le département ministériel du gouvernement israélien chargé de l'administration du système judiciaire et du droit israélien. 
Le ministre actuel est Yariv Levin depuis décembre 2022.

## Histoire
Le ministère a été créé en 1948, au moment de la fondation de l'État d'Israël.

## Les ministres
Le ministre de la Justice (en hébreu : שַׂר הַמִשְׁפָּטִים, Sar HaMishpatim) est la personnalité politique placée à la tête du ministère. Comme tous les membres du cabinet, il est choisi par le Premier ministre et approuvé par un vote à la Knesset.
| Nom                      | Parti                                     | Date de début     | Date de fin       |
| ------------------------ | ----------------------------------------- | ----------------- | ----------------- |
| Pinhas Rosen             | Parti progressiste                        | 15 mai 1948       | 8 octobre 1951    |
| Dov Yosef                | Mapaï                                     | 8 octobre 1951    | 25 juin 1952      |
| Haïm Cohen               | Parti progressiste                        | 25 juin 1952      | 24 décembre 1952  |
| Pinhas Rosen             | Parti progressiste                        | 24 décembre 1952  | 13 février 1956   |
| David Ben Gourion        | Mapaï                                     | 13 février 1956   | 28 février 1956   |
| Pinhas Rosen             | Parti progressiste                        | 28 février 1956   | 2 novembre 1961   |
| Dov Yosef                | Mapaï                                     | 2 novembre 1961   | 12 janvier 1966   |
| Ya'akov Shimshon Shapira | Mapaï                                     | 12 janvier 1966   | 13 juin 1972      |
| Golda Meir               | Alignement                                | 13 juin 1972      | 12 septembre 1972 |
| Ya'akov Shimshon Shapira | Mapaï                                     | 12 septembre 1972 | 1er novembre 1973 |
| vacant                   |                                           |                   |                   |
| Haim Yosef Zadok         | Alignement                                | 10 mars 1974      | 20 juin 1977      |
| Menahem Begin            | Likoud                                    | 20 juin 1977      | 24 octobre 1977   |
| Shmuel Tamir             | Mouvement démocratique pour le changement | 24 octobre 1977   | 5 août 1980       |
| Moshe Nissim             | Likoud                                    | 5 août 1980       | 16 avril 1986     |
| Yitzhak Moda'i           | Likoud                                    | 16 avril 1986     | 23 juillet 1986   |
| Avraham Sharir           | Likoud                                    | 30 juillet 1986   | 22 décembre 1988  |
| Dan Meridor              | Likoud                                    | 22 décembre 1988  | 13 juillet 1992   |
| David Libai              | Parti travailliste                        | 13 juillet 1992   | 18 juin 1996      |
| Yaakov Neeman            |                                           | 18 juin 1996      | 10 août 1996      |
| Benyamin Netanyahou      | Likoud                                    | 10 août 1996      | 4 septembre 1996  |
| Tzachi Hanegbi           | Likoud                                    | 4 septembre 1996  | 6 juillet 1999    |
| Yossi Beilin             | Un Israël                                 | 6 juillet 1999    | 7 mars 2001       |
| Méir Chétrit             | Likoud                                    | 7 mars 2001       | 28 février 2003   |
| Tommy Lapid              | Shinouï                                   | 28 février 2003   | 4 décembre 2004   |
| Tzipi Livni              | Likoud / Kadima                           | 5 décembre 2004   | 4 mai 2006        |
| Haïm Ramon               | Kadima                                    | 4 mai 2006        | 22 août 2006      |
| Méir Chétrit             | Kadima                                    | 22 août 2006      | 29 novembre 2006  |
| Tzipi Livni              | Kadima                                    | 29 novembre 2006  | 7 février 2007    |
| Daniel Friedmann         |                                           | 7 février 2007    | 31 mars 2009      |
| Yaakov Neeman            |                                           | 31 mars 2009      | 18 mars 2013      |
| Tzipi Livni              | Hatnuah                                   | 18 mars 2013      | 4 décembre 2014   |
| Benyamin Netanyahou      | Likoud                                    | 4 décembre 2014   | 14 mai 2015       |
| Ayelet Shaked            | Le Foyer juif / Nouvelle Droite           | 14 mai 2015       | 2 juin 2019       |
| Amir Ohana               | Likoud                                    | 5 juin 2019       | 17 mai 2020       |
| Avi Nissenkorn           | Bleu et blanc                             | 17 mai 2020       | 1er janvier 2021  |
| Benny Gantz              | Bleu et blanc                             | 1er janvier 2021  | 13 juin 2021      |
| Gideon Sa'ar             | Nouvel Espoir                             | 13 juin 2021      | 29 décembre 2022  |
| Yariv Levin              | Likoud                                    | 29 décembre 2022  | en cours          |